# Associazione Calcio Padova 1969-1970
Questa pagina raccoglie i dati riguardanti l'Associazione Calcio Padova nelle competizioni ufficiali della stagione 1969-1970.

## Risultati

### Campionato

#### Girone di andata
| 14 settembre 1969 1ª giornata | Padova | 1 – 0 | Biellese |  |

| 21 settembre 1969 2ª giornata | Rovereto | 1 – 0 | Padova |  |

| 28 settembre 1969 3ª giornata | Padova | 1 – 1 | Novara |  |

| 5 ottobre 1969 4ª giornata | Trevigliese | 0 – 0 | Padova |  |

| 12 ottobre 1969 5ª giornata | Padova | 0 – 2 | Legnano |  |

| 19 ottobre 1969 6ª giornata | Venezia | 2 – 1 | Padova |  |

| 26 ottobre 1969 7ª giornata | Marzotto Valdagno | 0 – 0 | Padova |  |

| 1 novembre 1969 8ª giornata | Padova | 0 – 0 | Lecco |  |

| 9 novembre 1969 9ª giornata | Derthona | 0 – 0 | Padova |  |

| 16 novembre 1969 10ª giornata | Padova | 0 – 0 | Udinese |  |

| 23 novembre 1969 11ª giornata | Seregno | 1 – 0 | Padova |  |

| 30 novembre 1969 12ª giornata | Padova | 2 – 1 | Monfalcone |  |

| 7 dicembre 1969 13ª giornata | Solbiatese | 1 – 0 | Padova |  |

| 14 dicembre 1969 14ª giornata | Padova | 1 – 1 | Pro Patria |  |

| 21 dicembre 1969 15ª giornata | Treviso | 3 – 0 | Padova |  |

| 4 gennaio 1970 16ª giornata | Padova | 0 – 0 | Sottomarina |  |

| 4 febbraio 1970 17ª giornata | Verbania | 0 – 1 | Padova |  |

| 18 gennaio 1970 18ª giornata | Padova | 0 – 1 | Alessandria |  |

| 25 gennaio 1970 19ª giornata | Triestina | 1 – 0 | Padova |  |

#### Girone di ritorno
| 1 febbraio 1970 20ª giornata | Biellese | 1 – 3 | Padova |  |

| 8 febbraio 1970 21ª giornata | Padova | 0 – 0 | Rovereto |  |

| 15 febbraio 1970 22ª giornata | Novara | 0 – 0 | Padova |  |

| 22 febbraio 1970 23ª giornata | Padova | 2 – 1 | Treviso |  |

| 1 marzo 1970 24ª giornata | Legnano | 0 – 0 | Padova |  |

| 8 marzo 1970 25ª giornata | Padova | 0 – 0 | Venezia |  |

| 15 marzo 1970 26ª giornata | Padova | 2 – 1 | Marzotto Valdagno |  |

| 22 marzo 1970 27ª giornata | Lecco | 2 – 0 | Padova |  |

| 29 marzo 1970 28ª giornata | Padova | 2 – 1 | Derthona |  |

| 5 aprile 1970 29ª giornata | Udinese | 3 – 0 | Padova |  |

| 12 aprile 1970 30ª giornata | Padova | 2 – 0 | Seregno |  |

| 19 aprile 1970 31ª giornata | Monfalcone | 2 – 2 | Padova |  |

| 26 aprile 1970 32ª giornata | Padova | 0 – 0 | Solbiatese |  |

| 10 maggio 1970 33ª giornata | Pro Patria | 2 – 0 | Padova |  |

| 17 maggio 1970 34ª giornata | Padova | 1 – 0 | Treviso |  |

| 14 maggio 1970 35ª giornata | Sottomarina | 0 – 0 | Padova |  |

| 31 maggio 1970 36ª giornata | Padova | 2 – 0 | Verbania |  |

| 7 giugno 1970 37ª giornata | Alessandria | 1 – 2 | Padova |  |

| 14 giugno 1970 38ª giornata | Padova | 2 – 1 | Triestina |  |

## Stagione
Il Padova, dopo la retrocessione dalla Serie B della precedente stagione, partecipa al campionato di Serie C 1969-1970 (Girone A), che conclude classificandosi all'ottavo posto con 39 punti, gli stessi dell'Udinese.

## Rosa
| N. |                   | Ruolo | Calciatore          |
| -- | ----------------- | ----- | ------------------- |
|    | Italia (bandiera) | P     | Sergio Buso         |
|    | Italia (bandiera) | P     | Claudio Galassi     |
|    | Italia (bandiera) | D     | Siro Dal Pozzolo    |
|    | Italia (bandiera) | D     | Guido Doz           |
|    | Italia (bandiera) | D     | Piero Fraccapani    |
|    | Italia (bandiera) | D     | Mario Furlan        |
|    | Italia (bandiera) | D     | Mauro Gatti         |
|    | Italia (bandiera) | D     | Paolo Marengo       |
|    | Italia (bandiera) | D     | Roberto Marin       |
|    | Italia (bandiera) | D     | Lorenzo Miozzo      |
|    | Italia (bandiera) | C     | Maurizio Barbierato |
|    | Italia (bandiera) | C     | Luciano Bigon       |

| N. |                   | Ruolo | Calciatore        |
| -- | ----------------- | ----- | ----------------- |
|    | Italia (bandiera) | C     | Carlo Chiodi      |
|    | Italia (bandiera) | C     | Roberto Filippi   |
|    | Italia (bandiera) | C     | Achille Fraschini |
|    | Italia (bandiera) | C     | Glauco Gilardoni  |
|    | Italia (bandiera) | C     | Maurizio Gori     |
|    | Italia (bandiera) | C     | Gritto Modonese   |
|    | Italia (bandiera) | C     | Roberto Panisi    |
|    | Italia (bandiera) | C     | Roberto Tombolato |
|    | Italia (bandiera) | A     | Giuliano Boscolo  |
|    | Italia (bandiera) | A     | Rolando Girotto   |
|    | Italia (bandiera) | A     | Ezio Paribelli    |
|    | Italia (bandiera) | A     | Flaviano Zandoli  |

## Statistiche

### Statistiche dei giocatori
| Giocatore      | Serie C  | Serie C |
| Giocatore      | Presenze | Reti    |
| -------------- | -------- | ------- |
| S. Buso        | 8        | ?       |
| C. Galassi     | 32       | ?       |
| S. Dal Pozzolo | 26       | 0       |
| G. Doz         | 16       | 0       |
| P. Fraccapani  | 3        | 0       |
| M. Furlan      | 31       | 0       |
| M. Gatti       | 35       | 0       |
| P. Marengo     | 2        | 0       |
| R. Marin       | 25       | 0       |
| L. Miozzo      | 8        | 0       |
| M. Barbierato  | 25       | 0       |
| L. Bigon       | 1        | 0       |
| C. Chiodi      | 35       | 0       |
| R. Filippi     | 37       | 2       |
| A. Fraschini   | 38       | 4       |
| G. Gilardoni   | 17       | 1       |
| M. Gori        | 7        | 0       |
| G. Modenese    | 12       | 2       |
| R. Panisi      | 32       | 2       |
| R. Tombolato   | 4        | 2       |
| G. Boscolo     | 8        | 2       |
| R. Girotto     | 6        | 0       |
| E. Paribelli   | 3        | 0       |
| F. Zandoli     | 38       | 11      |